# Опава
Опава (на чешки: Opava; на немски: Troppau; на полски: Opawa) е град в Моравско-силезкия край на Чешката република, разположен на едноименната река. Той е историческа столица на Чешка Силезия. Градът има население от близо 60 000 души.

## История
Първият известен документ в който се споменава Опава е от 1195 г. През 1224 г. става столица на Силезското херцогство.
След като по-голямата част от Силезия е анексирана от Прусия, по време на Войната за австрийското наследство, а по-малката остава под контрола на Хабсбургската монархия, градът влиза в Австрийската империя и придобива статут на административен център на новообразуваната Австрийска Силезия от 1742 до 1918 г.
След поражението на Австро-Унгария в Първата световна война, Опава става част от Чехословакия през 1918 г.
От 1937 до 1945 г. Опава е окупирана от Хитлеристка Германия. След края на Втората световна война немското население е изгонено от града. Много от тях се преместват в Бамберг, Германия.

## Икономика и култура
Понастоящем в Опава са базирани няколко икономически и културни институции, обслужващи района около града.
Опава е част от остравската промишлена зона, където са разположени многобройни предприятия.
Тук се намират Силезският природонаучен музей, Опавският университет, както и Академията на науките на Силезия. Една от най-старите сгради е театърът, който е открит през 1805 г.

## Административно деление
Опава се дели на следните райони:
1. Комаров (Komárov)
2. Мале Хощице (Malé Hoštice)
3. Милостовице (Milostovice)
4. Подвихов (Podvihov)
5. Сухе Лазце (Suché Lazce)
6. Вавровице (Vávrovice)
7. Влащовички (Vlaštovičky)
8. Златники (Zlatníky)

## Личности

### Родени в града
- Пшемислав Зволински, полски езиковед

## Побратимени градове
- Забже, Полша